# Vladimir Masjkov
Vladimir Lvovitj Masjkov (russisk: Владимир Львович Машков, født den 27. november 1963 i Tula) er en russisk skuespiller, bedst kendt af det amerikanske og danske publikum for sin medvirken i actionfilmen Behind Enemy Lines fra 2001.
Masjkov har også arbejdet som filminstruktør, producer og manuskriptforfatter på den russiske film Papa fra 2004. Masjkov fik sit gennembrud i 1997 med den russiske film Vor.

## Priser
- 1994 San Raphael Russian Cinema Festival Blue Sail Award for Limita (1994)
- 1994 Sochi Open Russian Film Festival Best Actor Award for Limita (1994)
- 1995 Geneva Film Festival International Jury Prize for Limita (1994)
- 1995 Geneva Film Festival Youth Jury Award for Limita (1994)
- 1997 Open CIS and Baltic Film Festival Best Actor Award for The Thief (1997)
- 1997 Sozvezdie Best Actor Award for The Thief (1997)
- 1998 Nika Awards Best Actor Award for The Thief (1997)
- 2001 Moscow International Film Festival Silver St. George Best Actor Award for The Quickie (2001)
- 2004 Moscow International Film Festival Audience Award for Papa (2004) (delt med Ilja Rubinstein)